# ドラマ倶楽部2
『ドラマ倶楽部』（ドラマくらぶ）および『ドラマ倶楽部2』（ドラマくらぶツー）は、中部日本放送 (CBC) が毎週月曜 - 金曜の14時台と15時台に編成していたテレビドラマの再放送枠である。前者は2009年3月30日から2013年3月29日まで、後者は2010年3月29日から2013年3月29日まで編成されていた。

## 放送リスト

### ドラマ倶楽部
- 僕らのイケメン青果店（2012年11月26日 - 12月21日）

### ドラマ倶楽部2
- タイガー&ドラゴン（2012年11月26日 - 12月10日）
- 専業主婦探偵〜私はシャドウ（2012年12月11日 - 12月21日）

| スタブアイコン | サブスタブ | この項目は、まだ閲覧者の調べものの参照としては役立たない、テレビ番組に関連した書きかけの項目です。この項目を加筆・訂正などしてくださる協力者を求めています（P:テレビ/PJ:放送または配信の番組）。 |